# Maremma Piombinese
La Maremma Piombinese (l'antica Maremma Pisana o Volterrana) è quel piccolo territorio comprendente le odierne Val di Cornia e Val di Pecora, che va nello specifico, da San Vincenzo a Castiglion della Pescaia. Confina a Nord con la Maremma Livornese (anch'essa antica Maremma Pisana o Volterrana) e a Sud con la Maremma Grossetana (antica Maremma Massetana o Senese). Ripercorrendo la storia, sappiamo che tale territorio è appartenuto alla Repubblica di Pisa fino al 1399 e costituiva il Capitanato (o Contea) di Piombino. Dopo la caduta della Repubblica (nel 1399 appunto) gli Appiani vi fondarono la Signoria di Piombino (con le isole Elba, Montecristo, Pianosa).